# Brian Aguirre
Brian Nicolás Aguirre (ur. 6 stycznia 2003 w Granadero Baigorria) – argentyński piłkarz występujący na pozycji skrzydłowego, od 2024 roku zawodnik Boca Juniors.